# Томас Матю Крукс
Томас Матю Крукс (на английски: Thomas Matthew Crooks) е американски престъпник, който се опитва да убие Доналд Тръмп, тогава бивш президент на Съединените американски щати и кандидат на Републиканската партия за президентските избори през 2024 г. На 13 юли 2024 г. на политически митинг близо до Бътлър, Пенсилвания, Крукс стреля с пушка от близък покрив по Тръмп, докато той произнася реч. Освен, че ранява кандидат-президента, той убива един от присъстващите зрители и ранява още двама от тях. Крукс незабавно е ликвидиран от екипа за контраатаки на тайните служби. Води се разследване от Федералното бюро за разследване (ФБР), а мотивите му остават неизвестни.

## Биография
Томас Матю Крукс е роден на 20 септември 2003 г. и израства в Бетел Парк, Пенсилвания. Кварталът, в който живее е описван като „средна класа, може би горна средна класа“. И двамата му родители работят като лицензирани социални работници.
Крукс учи в гимназия Бетел Парк, където е известен като ученик над средното ниво, и завършва през 2022 г. Съученици и учители го характеризират като тих, като съучениците му твърдят, че често е бил тормозен, включително заради тихото му поведение или носенето на камуфлажни ловни дрехи и маски в училище. Крукс обича да играе шах и видеоигри и се учи как да програмира. През същата година той получава награда от 500 долара за „звезда“ от Националната инициатива по математика и наука. В гимназията Крукс се пробва за училищния отбор по стрелба с пушка, но не попада в отбора поради лошото си прицелване. Той се появява за кратко в реклама от 2023 г. за BlackRock, инвестиционен посредник, която е заснета в неговата гимназия. След стрелбата BlackRock заявяват, че рекламата ще бъде премахната.

## Опит за убийство на Доналд Тръмп
На 14 юли 2024 г. ФБР идентифицира Крукс като стрелеца зад опита за убийство на Доналд Тръмп предишния ден. Крукс прострелва Тръмп в горната част на дясното ухо на предизборен митинг близо до Бътлър, Пенсилвания. Той също така застрелва трима мъже от публиката, убивайки 50-годишния Кори Комператоре и ранявайки критично други двама. Той използва полуавтоматична пушка AR-15, която е законно закупена от баща му, според източници от правоприлагащите органи.
Крукс е убит от стрелец от екипа за контраатаки на Тайните служби на Съединените американски щати секунди след като започва да стреля. В автомобила му и в дома му са открити материали за направата на бомби. Снимки на тялото му го показват облечен с тениска, която изглежда като тази от канал в YouTube, популяризиращ огнестрелните оръжия и културата на оръжията. Разследване от ФБР е в ход и мотивацията му остава неизвестна.

## Политическа дейност
Крукс е регистриран републиканец и регистрацията му на гласоподавател е активна от септември 2021 г., месеца, в който той навършва 18 години. Длъжностни лица заявяват, че той е гласувал само на междинните избори през 2022 г.
На 20 януари 2021 г., на 17-годишна възраст, той дарява $15 на Progressive Turnout Project, либерална група за избирателна активност, чрез платформата за дарения на Демократическата партия ActBlue. Неговото дарение е направено в същия ден, в който президентът Джо Байдън полага клетва. Според Progressive Turnout Project той прави дарението в отговор на имейл за „настройване“ и е отписан от списъка с имейли на групата през 2022 г.